# Yell (Shetland)
Yell é uma ilha das North Isles, nas Ilhas Shetland, na Escócia. É a segunda maior ilha do arquipélago em área, após Mainland. A sua maior localidade é Mid Yell. 
Yell é habitada desde a era neolítica, e uma dúzia de broch foram identificados desde o período pré-nórdico. O domínio nórdico durou desde o século IX até ao século XIV, quando o controlo escocês se reafirmou, partilhando a sua história desde então. A economia moderna da ilha é baseada no minifúndio, pesca, transportes e turismo. Destacam-se na biodeversidade as populações de lontra-europeia e moleiro-parasítico.
De entre os edifícios notáveis na ilha, destaca-se o Museu Old Haa, que data do século XVII, em Burravoe, a casa de um comerciante hoje convertida em museu e centro de visitantes.

## Geografia
Os povoados em Yell tendem a ser costeiros, e incluem Burravoe, a residência do antigo Museu Old Haa, Mid Yell, Cullivoe e Gloup, além de Ulsta, Gutcher, Aywick, West Yell, Sellafirth, Copister, Camb, Otterswick, e West Sandwick.